# Teorema de Kolmogorov–Arnold–Moser
O teorema de Kolmogorov–Arnold–Moser é um resultado, em sistemas dinâmicos, sobre a persistência de movimentos quasi-periódicos. Este teorema resolve parcialmente o problema dos pequenos divisores (que origina problemas de convergência em sistemas com múltiplas frequências).
O movimento num sistema integrável está confinado a uma superfície toroidal. Diferentes condições iniciais do sistema originam diferentes toros num espaço de fase.
O teorema KAM estabelece que, se um sistema se encontra submetido a uma pequena perturbação não linear, alguns toros serão deformados e outros destruídos. Os que sobrevivem são aqueles que têm um quociente de frequências suficientemente irracional. Isto é, são destruídos aqueles cujo quociente de frequências se aproxima mais a um número racional, dados pela relação
{\displaystyle \vert {\frac {\omega _{2}}{\omega _{1}}}-{\frac {m}{s}}\vert >{\frac {k(\epsilon )}{\sqrt {s}}}}
Com {\displaystyle k(\epsilon \rightarrow 0)\rightarrow 0}.
O último toro a ser destruído é o mais irracional de todos (o que guarda maior semelhança com o número áureo).